# National Wool Museum
National Wool Museum er et museum, der ligger i Drefach Felindre, Llandysul, Carmarthenshire, Wales. Det er en del af museumsammenslutningen Amgueddfa Cymru – National Museum Wales. Museet formidler om uldindustrien i Wales, der har været landsdelens vigtigste industri helt op i 1800-tallet. Teifi Valley var centrum for uldindustrien i West Wales, og området fik kælenavnet "det walisiske Huddersfield" ("The Huddersfield of Wales").